# Eudistoma superlatum
Eudistoma superlatum är en sjöpungsart som beskrevs av Kott 1990. Eudistoma superlatum ingår i släktet Eudistoma och familjen Polycitoridae. Inga underarter finns listade i Catalogue of Life.